# Petit patrimoine populaire wallon
 (décembre 2024).

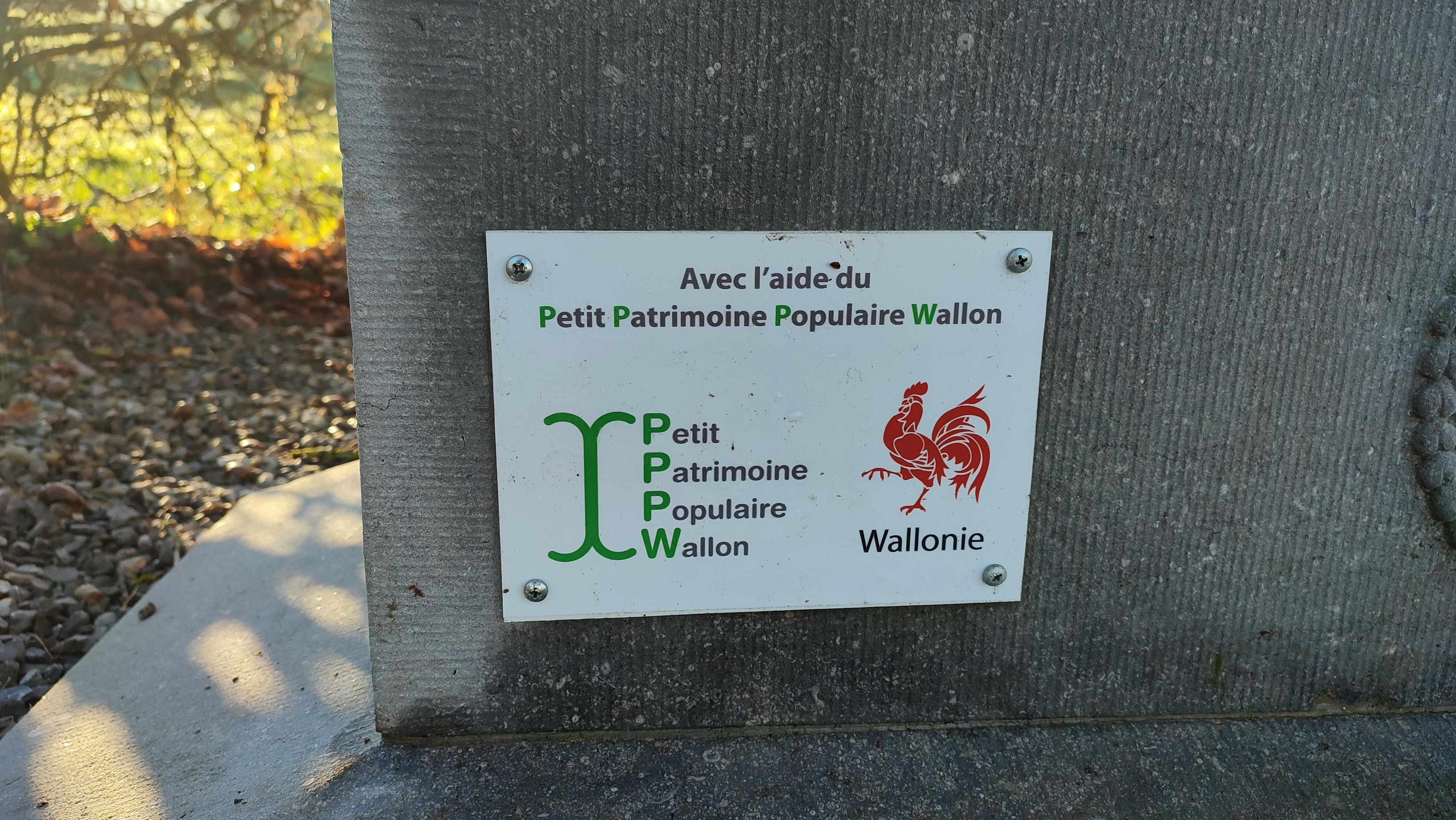
Plaque du petit patrimoine populaire wallon à Rahier

Le petit patrimoine populaire wallon (PPPW) désigne l'ensemble des petits éléments du patrimoine, classés ou non classés, qui relèvent des catégories reconnues par le Gouvernement et qui présentent un intérêt patrimonial et culturel, qui sont visibles depuis l'espace public ou accessibles au public, qui servent de référence à une population locale ou contribuent à son sentiment d'appartenance.

## Définition
Le petit patrimoine populaire wallonne se limite pas à sa dimension matérielle. Il englobe également les pratiques sociales, les usages et les mémoires qui y sont associés. Il s'agit d'un patrimoine vivant, en constante évolution, qui reflète l'adaptation des communautés aux contraintes de leur environnement.
Selon l'Agence wallonne du Patrimoine (AWaP), les éléments du PPPW doivent appartenir à l'une des 17 grandes catégories typologiques :
1. Les points d'eau : fontaines, puits, lavoirs, abreuvoirs, pompes, etc.
2. Le petit patrimoine sacré : croix de chemin, calvaires, potales, chapelles, etc.
3. Les ouvertures : portes, portails, portiques, chasse-roues, etc.
4. Les signalisations : bornes, panneaux indicateurs, etc.
5. Les délimitations : murs, clôtures, bornes, etc.
6. Les éclairages : lanternes, réverbères, etc.
7. Les éléments relatifs à la mesure du temps ou de l'espace : cadrans solaires, bornes kilométriques, etc.
8. Les éléments relatifs à la justice ou aux libertés : perrons, croix de justice et piloris.
9. Les éléments relatifs au repos et à la vie quotidienne : anciens petits abris de bus, tram, train, kiosques, anciens bancs publics, etc.
10. Les ornementations en fer et en bois : pièces ouvragées de consolidation, de soutien et de rotation, éléments de charpenteries et de menuiseries ouvragés, pièces ouvragées de protection, pièces ouvragées de sécurité.
11. Le patrimoine militaire et la commémoration : postes et tours de guet, monuments aux morts, témoins d’évènements du passé, monuments funéraires
12. Les arbres qui ont une valeur patrimoniale,
13. Les outils anciens : installations servant à sécher, distiller, brasser ou vinifier, meules, pressoirs, travails à ferrer, anciennes éoliennes de pompage dans les champs ;
14. L'art décoratif : mosaïques, Les peintures murales et les toiles marouflées intégrées à l'architecture, vitraux, trompe-l'œil, frises et les panneaux décoratifs, sgraffites, stucs et staffs ;
15. Les biens relatifs à la faune, la flore et aux minéraux : volières publiques, pigeonniers et les colombiers, petits abris pour animaux, pédiluves maçonnés pour chevaux ou bétail, serres anciennes, pergolas, murs et cabanes en pierres sèches
16. Les transports : petits éléments du patrimoine ferroviaire et vicinal, ponts-bascules, petits embarcadères, tourniquets, barrières, petits ponts composés d'une arche et les passerelles
17. Les ateliers : glacières, ateliers d’artisans et de cantonniers, petites forges ou « macas », anciennes cheminées d’ateliers et d’industrie.

## Inventaire du Petit Patrimoine Populaire Wallon
L'Inventaire du Petit Patrimoine Populaire Wallon, lancé en 2019, vise à recenser et documenter ce patrimoine. L'appel à candidatures a rencontré un accueil favorable auprès de nombreuses communes. Le site web associé à l'inventaire présente les résultats du recensement effectué dans 67 communes investies dans le projet, avec l'aide d'acteurs locaux tels que des bénévoles, des étudiants et des cercles d'histoire. Ce sont 27 043 fiches encodées accompagnées de 60 000 photographies.

## Protection et valorisation
Des subventions sont octroyées pour la restauration, la conservation et la valorisation de ces éléments. 
La valorisation du PPPW passe par différentes actions :
- La sensibilisation du public : expositions, publications, visites guidées, etc.
- L'intégration du PPPW dans les projets d'aménagement du territoire : création de circuits de découverte, mise en valeur des éléments dans l'espace public, etc.
- Le soutien aux initiatives locales : encouragement des associations et des particuliers qui œuvrent à la sauvegarde et à la promotion du PPPW.

## Importance
Le petit patrimoine populaire wallon joue un rôle important à plusieurs niveaux :
- Culturel: il témoigne de l'histoire et des traditions locales.
- Social: il contribue au sentiment d'appartenance et au lien social.
- Environnemental: il participe à la qualité du cadre de vie et à la préservation de la biodiversité.
- Économique: il peut être un atout pour le tourisme et le développement local.